# 5858 Borovitskia
5858 Borovitskia è un asteroide della fascia principale. Scoperto nel 1978, presenta un'orbita caratterizzata da un semiasse maggiore pari a 2,3151770 UA e da un'eccentricità di 0,0448590, inclinata di 5,86918° rispetto all'eclittica.